# Línea 2 (Metro de Madrid)
La línea 2 del Metro de Madrid transcurre atravesando el centro de la ciudad entre las estaciones de Las Rosas y Cuatro Caminos, por un total de 20 estaciones (el tramo Cuatro Caminos - La Elipa con andenes de 60 metros y el tramo La Almudena - Las Rosas con andenes de 90 metros), unidas por 14,1 km de vía en túnel de gálibo estrecho, con un recorrido que dura aproximadamente 33 minutos. A pesar de ser una de las más antiguas y cortas del sistema, ha vivido distintas ampliaciones a lo largo de su vida. Las primeras terminaron como líneas nuevas (ramal Goya-Diego de León absorbido por la línea 4 y ampliación Ventas-Ciudad Lineal absorbido por la línea 5) y las ampliaciones a La Elipa y Las Rosas llevaron la línea a la periferia este de la ciudad.
La mayoría de estaciones presentan andenes laterales, excepto Cuatro Caminos, que cuenta con andén lateral y andén central. No están adaptadas las estaciones del tramo comprendido entre Quevedo y Santo Domingo, ambas incluidas. Tampoco son accesibles las estaciones de Banco de España, Retiro, Manuel Becerra y Ventas. Teniendo esto en cuenta, un 60 % de las estaciones de esta línea son accesibles.
El material móvil está compuesto de trenes CAF de la serie 3000 de 4 coches M-R-S-M.

## Historia
La apertura de la línea data del 14 de junio de 1924, cuando se inauguró el tramo entre Sol y Ventas, discurriendo en su totalidad bajo la calle Alcalá, desde la Puerta del Sol hasta la Plaza de Toros de las Ventas. El 21 de octubre de 1925, se prolongó la línea de Sol a Quevedo, pasando bajo la Calle Arenal hasta la Plaza de Isabel II desde donde, y tras un giro al norte, continuaba bajo la Calle de San Bernardo hasta la Glorieta de Quevedo. El 27 de diciembre de ese mismo año se abre al público el ramal que unía la Plaza de Isabel II (Ópera) con la estación de ferrocarril del Norte (actual estación de Príncipe Pío), mientras que el 10 de septiembre de 1929 se inauguró la prolongación de la línea desde Quevedo hasta Cuatro Caminos, discurriendo bajo la Calle de Bravo Murillo.
El 17 de septiembre de 1932 se abrió un nuevo ramal entre Goya y Diego de León bajo la calle de Conde de Peñalver, que fue añadido en 1958 a la línea 4, puesto que esta tenía una cabecera en Goya. Se realizó una nueva ampliación, correspondiente al tramo entre Ventas y Ciudad Lineal, pero fue trasladado a la línea 5 cuando esta fue prolongada hasta Ventas. Así se mantuvo, con apenas dos prolongaciones desde su trayecto original, hasta que en 1998 se inaugurara la correspondencia con la línea 7 en la nueva estación de Canal. Para la construcción de esta estación fue necesario cortar el trayecto entre la estación de Cuatro Caminos y la estación de Quevedo entre el 5 de julio de 1997 y el 19 de marzo de 1998 y, posteriormente, desde 11 de agosto de 1998 hasta septiembre de ese mismo año. Por este motivo, y durante dichas fechas, la estación de Quevedo volvió a ser cabecera de línea, algo que no sucedía desde 1929.
Además de lo anterior ha sufrido cierres parciales entre 2000 y 2003 para cambiar la catenaria convencional por catenaria rígida, cambiar tramos de vía sobre balasto por vía en placa y su renovación del material móvil.
El 16 de febrero de 2007 se prolongó la línea desde Ventas y bajo la calle Alcalá y la Avenida de Daroca, hasta el barrio de La Elipa.
El 16 de marzo de 2011 se inauguró la ampliación entre La Elipa y Las Rosas con 4 nuevas estaciones bajo la Calle de Arriaga, la Plaza de Alsacia, la Avenida de Guadalajara y el Paseo de Ginebra.
Durante agosto de 2010, se cerró toda la línea por obras en las instalaciones. Cerró el 7 de agosto y abrió el 30 de ese mismo mes junto con el Ramal.
El 8 de agosto de 2011 entró en servicio el sistema ATO entre La Elipa y Las Rosas, quedando desde entonces la línea en su totalidad cubierta por dicho sistema.
La línea fue renombrada como Línea 2 Vodafone en septiembre de 2013 tras comprar la empresa telefónica Vodafone los derechos de nombramiento tanto de la línea como de la estación de Vodafone Sol en una estrategia publicitaria que se desarrolló durante 3 años acompañada de una gran polémica por parte de los ciudadanos. El patrocinio acabó el 1 de junio de 2016.
Entre el 25 de enero y el 30 de mayo de 2019, el tramo entre las estaciones de Retiro y Sol estuvo cerrado por una incidencia causada por las obras del «Centro Canalejas», por lo que la EMT puso en marcha un Servicio Especial de autobuses, sin coste para el viajero, conectando las estaciones de Príncipe de Vergara y Callao, pasando por Retiro, Banco de España y Gran Vía (esta última estuvo cerrada por obras de modernización hasta julio de 2021). Entre el 24 de abril y el 13 de mayo fue necesario ampliar el tramo desde Sol hasta Ópera. A cambio de las molestias causadas, OHL tuvo que indemnizar a Metro, además de pagar el Servicio Especial de autobuses de la EMT, tal y como se estableció en un convenio firmado entre OHL y Metro.
El 15, 20, 23, 27 y 30 de julio y 3, 5 y 7 de agosto de 2021, el tramo entre Quevedo y Cuatro Caminos cerró a las 22 h (en lugar de la 1:30) por obras. Las demás líneas en las estaciones de Canal y Cuatro Caminos no se vieron afectadas.

## Recorrido

Recorrido de la línea 2.

La línea vertebra gran parte de los distritos Centro, Chamberí, Salamanca y Retiro en su recorrido bajo Bravo Murillo, San Bernardo y Alcalá. Gracias a su prolongación bajo la Avenida de Daroca, provee de un acceso rápido al centro neurálgico de Madrid para los vecinos de la zona sur de Ciudad Lineal y San Blas-Canillejas. Conecta con:
- Línea 1 en las estaciones Cuatro Caminos y Sol
- Línea 3 en la estación Sol, y por enlace largo en la estación de Noviciado.
- Línea 4 en las estaciones Goya y San Bernardo.
- Línea 5 en las estaciones Ópera y Ventas.
- Línea 6 en las estaciones Cuatro Caminos y Manuel Becerra.
- Línea 7 en la estación Canal.
- Línea 9 en la estación Príncipe de Vergara.
- Línea 10 en la estación Noviciado por enlace largo.
- Ramal en la estación Ópera.
- Cercanías Renfe Madrid en la estación de Sol.
- Autobuses interurbanos del corredor 2 en la estación Alsacia, concretamente la línea 287.

## Estaciones
| Estación               | Acc. | Enlaces | Apertura                 | Distrito            | Esquema de vías | Notas                                                                 |
| ---------------------- | ---- | ------- | ------------------------ | ------------------- | --------------- | --------------------------------------------------------------------- |
| Las Rosas              |      |         | 16 de marzo de 2011      | San Blas-Canillejas |                 |                                                                       |
| Avenida de Guadalajara |      |         | 16 de marzo de 2011      | San Blas-Canillejas |                 |                                                                       |
| Alsacia                |      |         | 16 de marzo de 2011      | San Blas-Canillejas |                 |                                                                       |
| La Almudena            |      |         | 16 de marzo de 2011      | Ciudad Lineal       |                 |                                                                       |
| La Elipa               |      |         | 16 de febrero de 2007    | Ciudad Lineal       |                 |                                                                       |
| Ventas                 |      |         | 14 de junio de 1924      | Salamanca           |                 |                                                                       |
| Manuel Becerra         |      |         | 14 de junio de 1924      | Salamanca           |                 |                                                                       |
| Goya                   |      |         | 14 de junio de 1924      | Salamanca           |                 |                                                                       |
| Príncipe de Vergara    |      |         | 14 de junio de 1924      | Salamanca           |                 | Anteriormente, General Mola (1939-1983)                               |
| Retiro                 |      |         | 14 de junio de 1924      | Retiro              |                 |                                                                       |
| Banco de España        |      |         | 14 de junio de 1924      | Retiro              |                 | Conexión a Cercanías a 500 m en la estación de Recoletos.             |
| Sevilla                |      |         | 14 de junio de 1924      | Centro              |                 |                                                                       |
| Sol                    |      |         | 14 de junio de 1924      | Centro              |                 |                                                                       |
| Ópera                  |      |         | 21 de octubre de 1925    | Centro              |                 | Anteriormente, Isabel II (1925-1931) y Fermín Galán (1937-1939)       |
| Santo Domingo          |      |         | 21 de octubre de 1925    | Centro              |                 |                                                                       |
| Noviciado              |      |         | 21 de octubre de 1925    | Centro              |                 | Enlace subterráneo con la estación de Plaza de España (líneas 3 y 10) |
| San Bernardo           |      |         | 21 de octubre de 1925    | Centro              |                 |                                                                       |
| Quevedo                |      |         | 21 de octubre de 1925    | Chamberí            |                 |                                                                       |
| Canal                  |      |         | 16 de octubre de 1998    | Chamberí            |                 |                                                                       |
| Cuatro Caminos         |      |         | 10 de septiembre de 1929 | Chamberí            |                 |                                                                       |